# إيمان بكري
إيمان محمد بكري (1955) شاعرة مصرية. ولدت في قاهرة وحصلت علی إجازة في اللغة العربية والدراسات الإسلامية من كليّة دار العلوم في جامعة القاهرة عام 1977. تعمل مدّرسة للغة العربية في ثانويات القاهرة. من دواوينها الشعرية العزف على أوثار القلب 1988، ومضات قلبٍ يحترق 1991 والليل وخصلات الشمس 1995.

## سيرتها
ولدت إيمان محمد بكري في مدينة القاهرة وحصلت علی ليسانس في اللغة العربية من جامعة القاهرة. وتربت في منزل يحب العلم وفيه مكتبة كانت لها. حصلت علی جائزة التفوق الشعري من جماعة شعراء العروبة عام 1991. وتعمل مدرسة بالتعليم الثانوي في مصر ثم عملت مديرا عاما للنشر بالهيئة العامة للكتاب لمدة 4 أعوام، ثم استقالت من الهيئة.

## شعرها
تنظم الشعر المقفى الأصيل وشعر التفعيلة الحديث وتعتز فيه بأنثويَّتها وتميل إلى الرمز في تعبيرها. - تأثرت بالشاعر أحمد فؤاد نجم وتعتبره «أستاذ وصديق ومعلم وأول شاعر عامية أشاد بأشعاري».

## آثارها
دواوينها الشعرية‌ :
- العزف على أوثار القلب، 1988
- مضات قلبٍ يحترق، 1991
- المصحصحاتي، 1991
- ديوان امرأة في سجل الزمان 1993
- الليل وخصلات الشمس، 1995
- أعلنت العصيان عليك ، 1997
- قصر الكلام، 1999
- ذاكرة الأنامل، 2000
- صلاة لعينيك، 2003
- مختارات من شعر إيمان بكري، 2007